# Mentalism

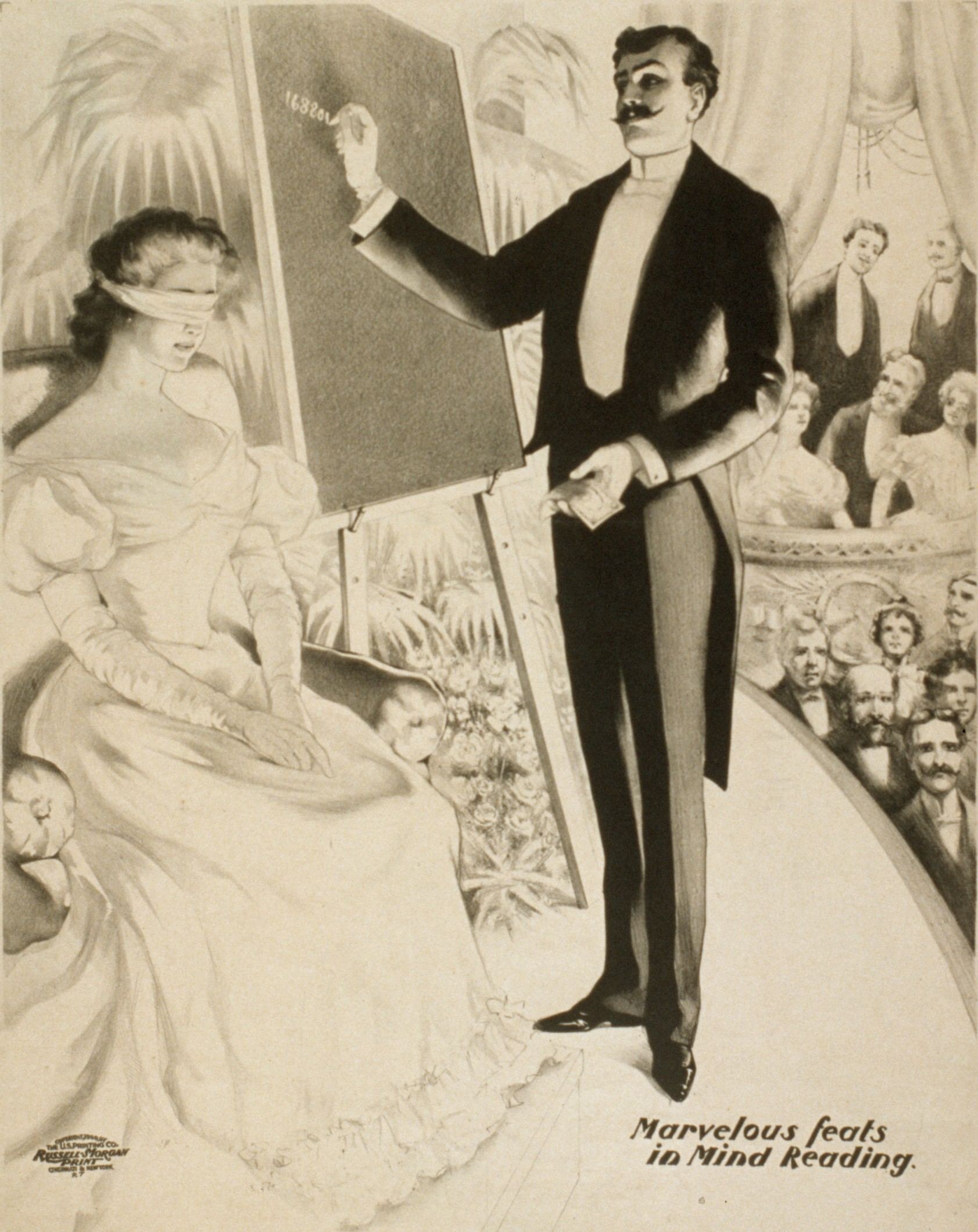
Afiș teatral ce prezintă performanța citirii gândurilor, 1900

Mentalismul este o categorie a iluzionismului care imită citirea gândurilor, predicția, controlul minții, telepatia, telechinezia, percepția extrasenzorială. Cea mai veche astfel de reprezentație înregistrată a fost făcută de magicianul Girolamo Scotto în 1572.
Principiile folosite pentru a crea aceste efecte sunt: sugestia, hipnoza, programare neuro-lingvistică, citirea la rece, citirea limbajului corpului și a mușchilor, distragerea atenției, realitate dublă, prezentare și nu în ultimul rând manipularea iluzionistului clasic. Acestea sunt combinate și folosite de așa natură încât să imite fenomenele de percepție extrasenzorială, citire a gândurilor, predicție, telechinezie, telepatie, controlul minții.
Cele mai cunoscute nume internaționale în domeniu sunt:
- Banachek
- Derren Brown
- Uri Geller
- David Blaine